# Jacek Buhl
Jacek Buhl (ur. 1965) – polski muzyk jazzowy, perkusista. Związany z bydgoskim klubem Mózg. Członek polskich zespołów Glabulator, The Cyclist, Sami Szamani oraz Spejs. Wraz z Wojciechem Jachną tworzą duet Jachna Buhl. Grał w zespołach Variété, Henryk Brodaty, Trytony, 4 Syfon oraz 5 Syfon.